# Lanny Smoot
Pour les articles homonymes, voir Smoot.
Lanny Smoot (né le 13 décembre 1955 à Brooklyn) est un ingénieur électricien, inventeur et scientifique américain. Il est principalement connu pour son activité dans le domaine de la conception de dispositifs spectaculaires et d'effets spéciaux pour le compte de The Walt Disney Company. Considéré comme l'un des inventeurs noirs américains les plus prolifiques (il est titulaire de plus de 100 brevets auprès de l'USPTO, dont près de 75 liés à sa carrière chez Disney), Lanny Smoot est également engagé dans la promotion des disciplines scientifiques et techniques auprès des jeunes, particulièrement afro-américains.

## Biographie

### Jeunesse et formation
Lanny Starkes Smoot naît le 13 décembre 1955 à Brooklyn (New York). Après avoir étudié à la Brooklyn Technical High School, il est sélectionné comme Bell Labs Engineering Scholar. Cette nomination inclut des emplois saisonniers et une garantie d'emploi à vie aux Bell Labs ainsi que la couverture intégrale de ses frais de scolarité à l'université Columbia. Il y étudie jusqu'en 1978, obtenant un bachelor's degree puis un master's degree en génie électrique.

### Carrière et travaux
Après ses études, Lanny Smoot rejoint les Bell Labs. Il y invente plusieurs des premières technologies de transmission optique pour la téléphonie. À la suite de la scission du système Bell, Smoot intègre Bell Communications Research (Bellcore),. Il y travaille pendant près de vingt ans auprès de mentors tels que James West (en), co-inventeur du microphone à électret (en). Il contribue notamment à des développements préliminaires autour de la vidéo à la demande et de la visioconférence ainsi que d'autres technologies en lien avec la vidéo et la fibre optique. Déposant de nombreux brevets, il est finalement nommé « compagnon » Bellcore, la distinction technique la plus élevée au sein de l'entreprise. Ses inventions comprennent un système de visioconférence haute définition baptisé VideoWindow, ainsi que l'Electronic Panning Camera, un prototype de système télévisuel où chaque utilisateur pourrait choisir son angle de vue grâce à l'usage de caméras omnidirectionnelles,.
En 1998, Lanny Smoot présente ce prototype à la conférence de la National Association of Broadcasters. Intéressés par son invention, des cadres de la Walt Disney Company lui proposent de prendre la tête de la branche de l'entreprise destinée à la recherche,. En tant qu’imagineer en recherche et développement au sein de Walt Disney Imagineering, Lanny Smoot crée plusieurs effets de Haunted Mansion (notamment la boule en verre flottante de Madame Leota), l'attraction Fortress Explorations (en) de Tokyo DisneySea et les bassins à koï virtuels et interactifs du restaurant Crystal Lotus à Hong Kong Disneyland. Pour le parc Epcot, il crée le jeu Power City (post-show de Spaceship Earth), mais aussi l'attraction Where’s the Fire? (pavillon Innoventions). Dans cette exposition interactive destinée à la sensibilisation, ouverte de 2004 à 2014, les visiteurs utilisent des « torches à rayons X » pour illuminer le décor et révéler les différents risques pouvant provoquer des incendies domestiques.
Lanny Smoot est également compagnon Disney Research. En 2010, le magazine New Scientist s'intéresse à un zootrope interactif conçu par Smoot et son équipe. Équipé d'un microphone et de balles de ping-pong, chacune présentant un visage différent, l'appareil illumine une balle précise selon le volume de voix capté, renvoyant à l'utilisateur une image animée interactive. La même année, il co-dépose un brevet portant sur un « robot-pilote d’équilibrage magnétique sphérique », précurseur du droïde BB-8. Ses travaux pour l'univers de Star Wars se poursuivent à l'occasion du développement de la zone thématique Galaxy's Edge. Ainsi, il est à l'origine du sabre laser à lame extensible apparaissant dans l'attraction Star Wars: Galactic Starcruiser, désormais fermée.
En 2024, Lanny Smoot est intronisé au National Inventors Hall of Fame,. Il est le second employé de la Walt Disney Company à l'être après Walt Disney lui-même en raison de l'invention de la caméra multiplane,. Son intronisation rend hommage à son activité inventrice dans le domaine des « technologies spectaculaires et effets spéciaux » et il choisit de mettre en avant le brevet décrivant la technologie utilisée dans l'attraction Where’s the Fire? d'Epcot. Quelques jours plus tard, il présente HoloTile, un tapis roulant omnidirectionnel, modulaire et extensible conçu pour la réalité virtuelle. Construit à partir de centaines de petites tuiles arrondies, le dispositif permet à un ou plusieurs utilisateurs de marcher dans n'importe quelle direction sans engendrer de déplacement physique.

## Reconnaissance
- 1973 : National Achievement Scholarship Award[16]
- 1987 : Most Promising Engineer Award aux premiers Black Engineer of the Year Awards (BEYA) pour sa contribution notable dans le domaine des communications optiques et réseaux à très haut débit et son engagement durable dans l'action positive[3],[17].
- 1996 : « Inventeur de l'année » du New Jersey Intentors Hall of Fame[18].
- 2008 : Thea Awards pour Finding Nemo Submarine Voyage (Disneyland) et Kim Possible World Showcase Adventure (Epcot)[réf. souhaitée]
- 2017 : Thea Award pour Ghost Post[réf. souhaitée]
- 2020 : TEA Master (Theatrical Technology)[réf. souhaitée]
- 2022 :
  - « Inventeur du mois » de l'USPTO[1],[6] ;
  - apparition dans l'exposition Breaking Barriers: Honoring Extraordinary Black Inventors du National Inventors Hall of Fame[19].
- 2024 : intronisation au National Inventors Hall of Fame pour son activité dans le domaine des technologies spectaculaires et des effets spéciaux[11],[2].